# Adolphe de Pallissaux
Adolphe de Pallissaux, talvolta riportato come Adolphe de Pallisseaux (fl. XIX-XX secolo), è stato un dirigente sportivo, rugbista a 15 e velocista francese.

## Biografia
In forze al Racing Club de France di Parigi, Adolphe de Pallissaux fu campione francese di atletica leggera nella prima edizione del torneo, correndo i 120 metri a ostacoli in 18.6s e concludendo al terzo posto i 100m piani; l'anno successivo vinse nuovamente nel campionato nazionale, nei 110 metri a ostacoli, vinti con il tempo di 19 s.
Sempre con il Racing Club, fu campione francese di rugby a 15 nel 1892, nella prima edizione del campionato, superando in finale lo Stade français per 4-3. Fu vicecampione nazionale di rugby nel 1893, facendo parte della prima squadra fino al 1896; nel dicembre 1894 giocò contro la compagine dell'Università di Oxford a Levallois-Perret. Nel 1896, con la maglia dell'Union des sociétés françaises de sports athlétiques (USFSA), partecipò ad un incontro contro la Scozia.
A partire dagli anni 1890 divenne vicepresidente della Association de la Presse Cycliste, rappresentante dell'Association Vélocipédique d'Amateurs nel consiglio della USFSA e direttore della Revue des Sports Athlétiques. Nel 1893 divenne tesoriere e presidente dell'Union des sociétés françaises de sports athlétiques, promuovendo insieme a Pierre de Coubertin l'organizzazione di quello che divenne il I Congresso Olimpico, che sancì la nascita dei Giochi olimpici moderni e del Comitato Olimpico Internazionale.

## Palmarès
- Campionati francesi: 1
Racing Club de France: 1892
- Campionato francese di atletica leggera: 2
Racing Club de France: 1888 - 120m ostacoli
Racing Club de France: 1889 - 110m ostacoli